# Ermita de La Pedrera

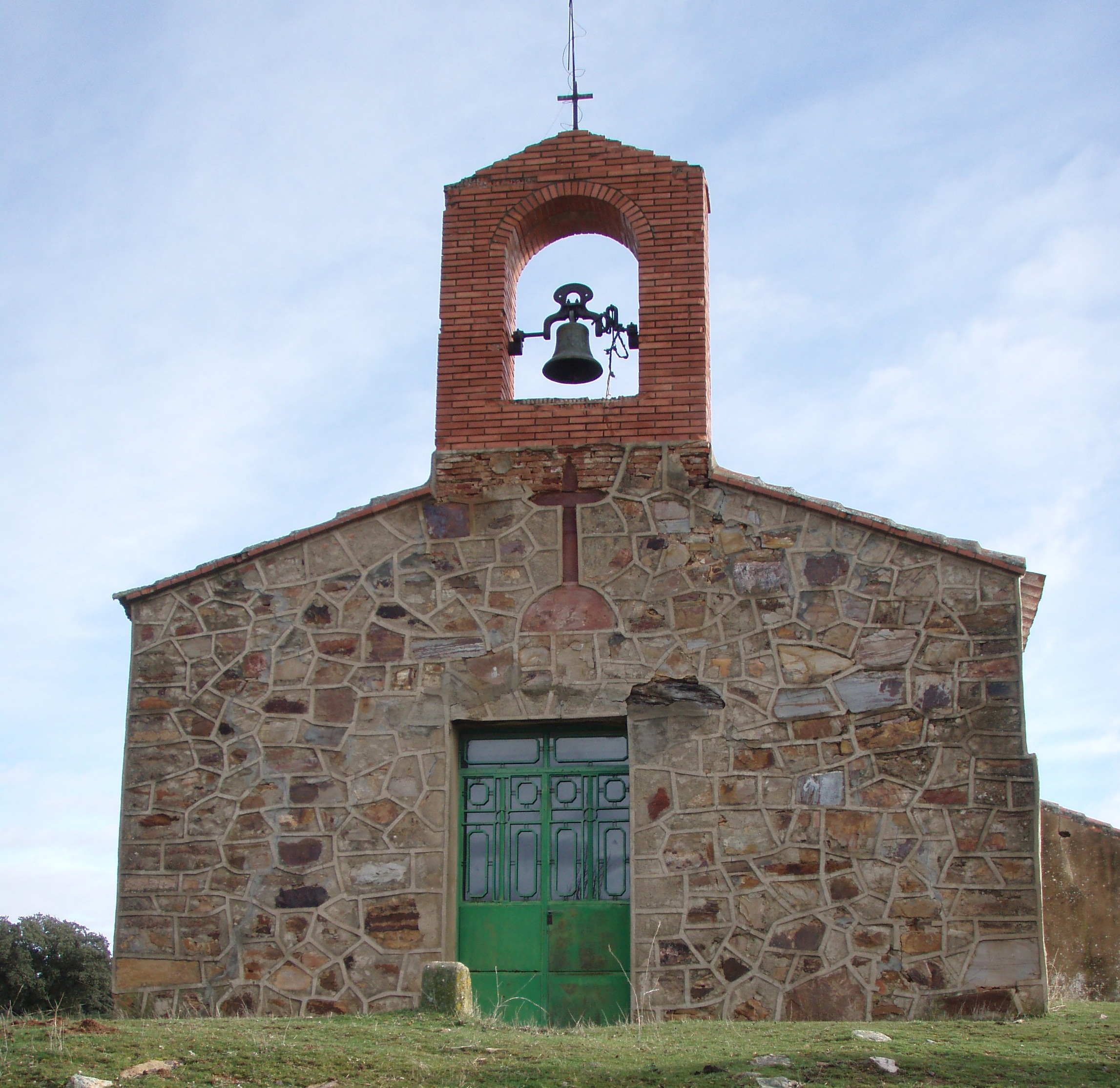
Ermita de La Pedrera

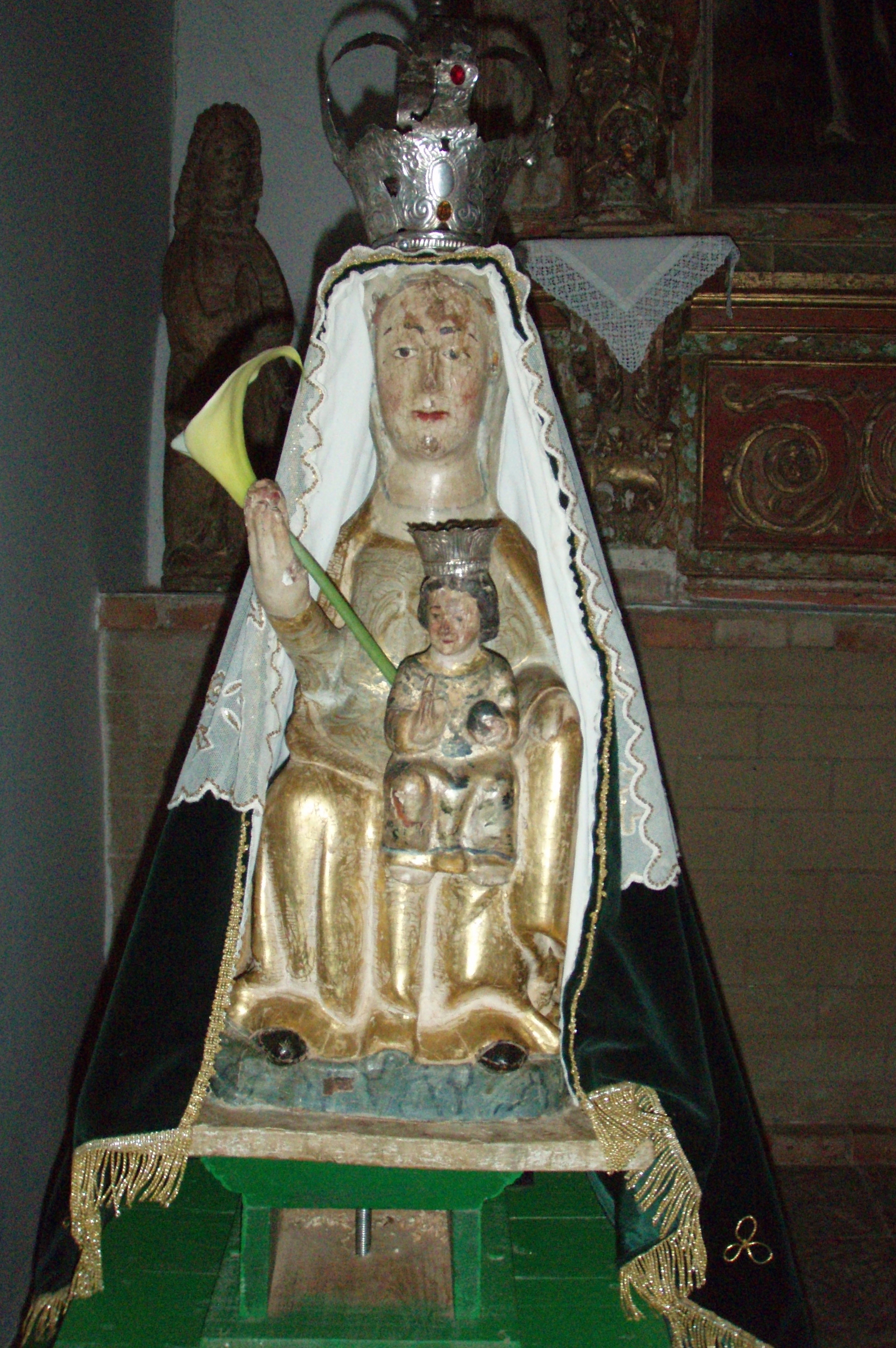
Virgen de los Montes Negros

La ermita de La Pedrera, es una pequeña ermita ubicada en la dehesa de Quintos en el término municipal de Santa Eulalia de Tábara provincia de Zamora. En ella se venera la imagen de la Virgen de los Montes Negros.

## Historia
El término de La Pedrera rayaba con el de Moreruela de Frades en el año 1143, según documento de donación de este último término para la fundación del Monasterio de Moreruela. Analizando la zona es fácil imaginar que dicha ermita fuera la iglesia del lugar o término poblado de “Pedrería”, o “La Pedrera”, situado en la parte sur de lo que hoy es la dehesa de Quintos. Allá por el siglo XIII el poblado de Pedrería, con su iglesia, se incluiría en dicha dehesa donde permanece hasta hoy día, unificados como Dehesa de Quintos. En Quintos hubo desde tiempo inmemorial, una aceña, un cañal para pesca y un batan para transformar tejidos. Administrativamente, esta dehesa siempre perteneció al pueblo de Santa Eulalia de Tábara (Zamora), pero la ermita pertenecía al obispado de Astorga y quien decía  misa en ella y la administraba era el cura párroco de Bretó. La dehesa de Quintos siempre fue propiedad particular, sus propietarios han sido, el Marqués de Tábara, Duque del Infantado, Duque de Sotomayor y sus herederos.

## Devoción
En la ermita se venera la imagen de la Virgen de Nuestra Señora de los Montes Negros, nombre con el que se conocían los montes de esta zona. Tuvo cofradía y el primer libro de cuentas es del año 1650 y termina en el año 1731. En esta ermita, el pueblo de Bretó celebra una romería el segundo lunes después de la Pascua de Resurrección y los vecinos de Granja de Moreruela celebran su romería el día de San Marcos. Santovenia también peregrinaba a La Pedrera, y en Villafáfila existió la cofradía de Nuestra Señora de La Pedrera.